# Jochem Nooyen
Jochem Nooyen (1980) is een Nederlands acteur en illusionist.

## Levensloop
Nooyen groeide op in Noord-Brabant en studeerde in 2007 af aan de Academie voor Drama in Tilburg. Als acteur is hij het meest bekend van zijn rol als Barteljaap Gustaaf Balneger in Rundfunk, maar ook verscheen hij in verschillende commercials. Als illusionist nam hij deel aan de De nieuwe Uri Geller en reist hij door het land met zijn eigen theatershows.

## Filmografie
| Film      | Film                       | Film                        | Film |
| Jaar      | Productie                  | Rol                         |      |
| --------- | -------------------------- | --------------------------- | ---- |
| 2011      | All Inclusive              | Sjon                        |      |
| 2013      | The Pinto Edition          | Henk                        |      |
| 2017      | Bella Donna's              | Fons                        |      |
| Televisie |                            |                             |      |
| Jaar      | Productie                  | Rol                         |      |
| 2009      | De nieuwe Uri Geller       | deelnemer                   |      |
| 2015      | Op weg naar pakjesavond    | Gadgetpiet                  |      |
| 2015-2016 | Rundfunk                   | Barteljaap Gustaaf Balneger |      |
| 2016      | Bed bad brood              |                             |      |
| 2018      | Smeris                     | Pavel                       |      |
| 2019      | Zeven kleine criminelen    | leraar                      |      |
| 2019      | Sinterklaasjournaal (2019) | brandweerman                |      |
| 2022      | De regels van Floor        | Frits                       |      |